# 가오리-X

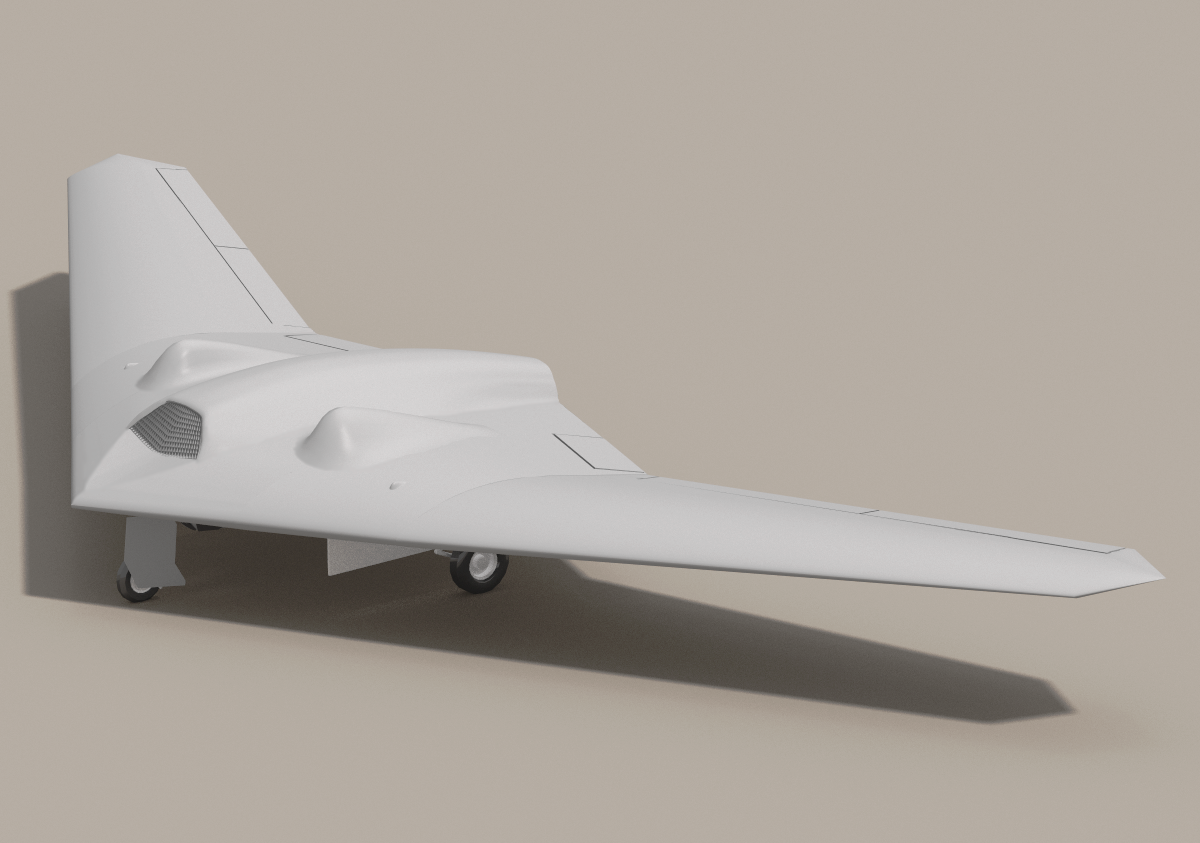
가오리-X와 외양이 비슷한 록히드마틴 RQ-170 센티넬

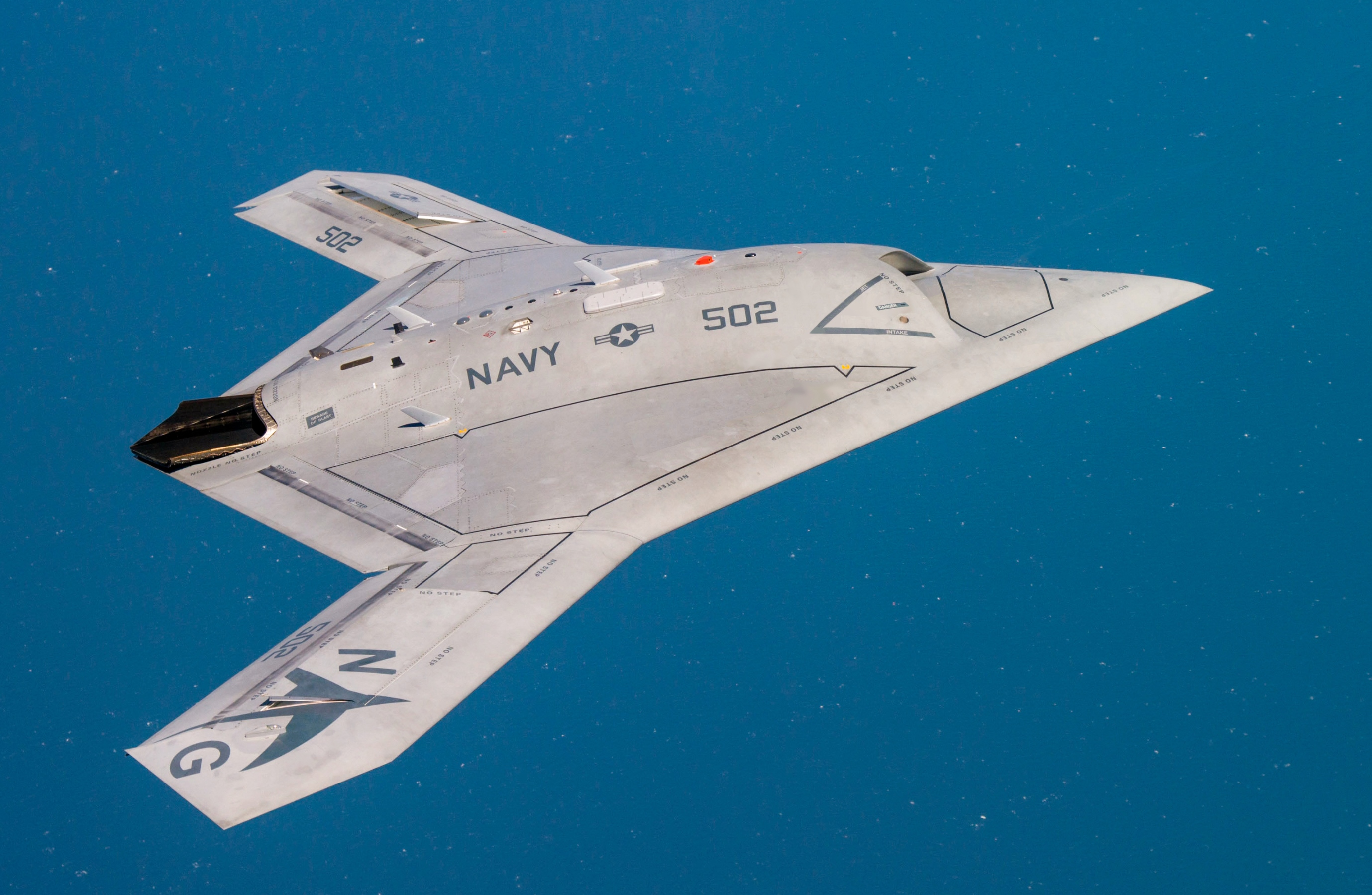
노스롭 그루먼 X-47B

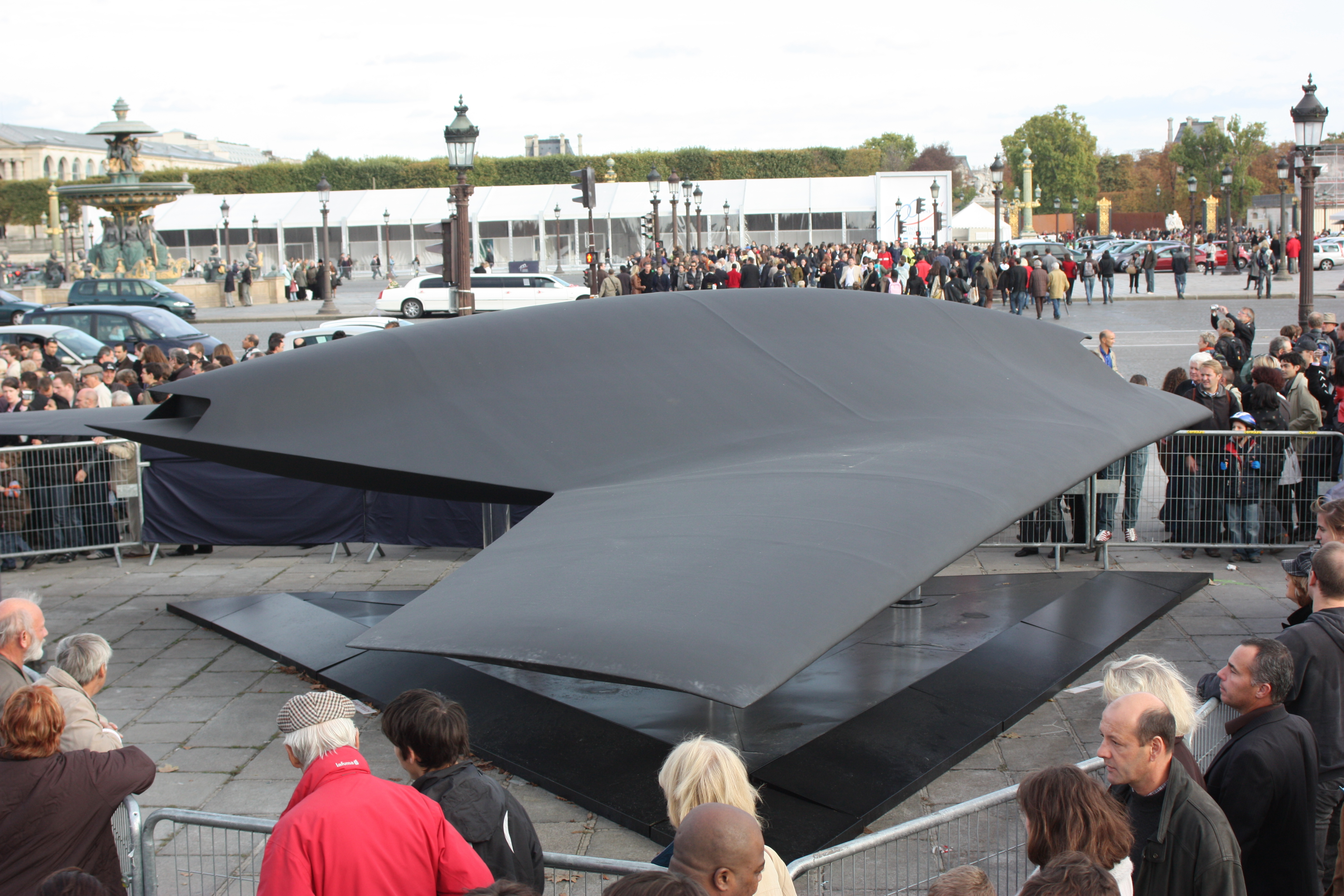
다소 뉴론

가오리-X는 대한민국의 국방과학연구소이 개발중인 스텔스 무인 전투기이다.

## 역사
국방과학연구소는 1999년부터 스텔스 형상설계기술, 전파 흡수재료 기술 연구개발을 시작으로 주파수 선택적 전파투과 복합재기술, 전파흡수 복합재구조기술, 적외선흡수재료기술 등의 핵심소요기술 연구개발과제 진행했다. 또 스텔스에 대한 해석과 측정 능력을 확보하고 연구시설을 바탕으로 스텔스 무인전투기 기술시범기 과제를 수행하여 2015년 초도비행에 성공하였다. 2017년부터 2차 기술시범기 사업을 진행 중이며, 해당 시범기 사업을 통하여 스텔스성능 향상, 비행성능 향상 및 스텔스 무인전투기 운영개념연구 등을 수행하고 있다.
2020년 8월 5일, ADD 창설 50주년을 기념하는 행사에서, 국산 스텔스기 '가오리-X'를 최초로 공개했다. '가오리-X'는 미래 핵심기술 분야의 ‘저피탐(스텔스) 무미익(꼬리날개 없음) 기술시범기’로 분류되며, 향후 무인 스텔스 감시·정찰기 및 전투기 등으로 점차 발전시켜나갈 것으로 예상된다. 국방과학연구소가 국내 최초의 스텔스기를 개발 중이며, 현재 약 70% 기술 수준에 도달했다.

## 무장
가오리-X(10톤)가 전투기인 만큼, 무장능력이 중요하다. 정확한 제원은 공개되지 않았지만, 외국의 비교기종들을 살펴보면, 대략적으로 가오리-X의 무장능력을 추정할 수 있다.
보통 외국의 동일한 외형의 무인전투기들은 2개의 내부무장창을 가졌다. 프랑스 다소 뉴론(7톤)은 500 파운드 레이저 유도 폭탄 2발을 장착한다.
러시아 미코얀 스카트(10톤)는 전투행동반경 2,000 km, 내부무장창 2개, 폭탄 2톤을 탑재한다. 무게 600 kg (1,320 lb), 사거리 110 km인 Kh-31 공대지 미사일 2발을 장착할 수 있다.

## 개량형
2022년부터 국방과학연구소가 다목적 무인 스텔스기를 개발 중이다. 소형 스텔스 무인기인 가오리X의 후속 모델로 크기는 3배 커지고 추적을 피하는 스텔스 기능도 고도화되었다. 4만 5천 피트(13.716 km) 상공에서 감시 정찰과 통신 중계 같은 임무를 수행하고, 직접 미사일을 쏘며 지상 표적에 대한 공격도 할 수 있게 설계되었다.
크기가 3배 커졌다고 보도되었는데, 정확한 무게는 공개되지 않아서 추정만 할 수 있을 뿐이다. 현존하는 스텔스 무인기들 중에 가장 무거운 모델이 노스롭 그루먼 X-47B이다. 최대이륙중량 20톤으로, KF-16 전투기와 동일한 무게이다.

## 실전배치
북한은 2024년 10월 3일과 9일, 10일 밤 평양 상공에 침투한 무인기가 전단을 살포했다며, 자위권에 따라 보복을 가해야 할 중대한 정치군사적 도발이라고 주장했다. 북한 외무성은 '중대성명'을 통해 모든 공격수단들이 임의의 시각에 활동을 수행할 태세를 갖추게 됐다며 또다시 도발행위를 감행할 경우 즉시 행동으로 넘어갈 것이라고 위협했다. 북한 매체들은 지난 9일 새벽 1시경 촬영된 무인기 추정 사진도 공개했다.
한국군은 이를 부인했다.

## 비교
전세계의 [스텔스 기술|스텔스]] 무미익 전투기는 다음과 같다. 러시아어로 스카트는 가오리라는 의미이다. X-47B는 별칭이 '보이지 않는 가오리(Phantom Ray)'이며, 공군용이 아니라 항공모함용으로, 무겁고 강화된 랜딩기어를 장착했다.
- 보잉 X-45,  미국, 총중량 X-45A(5.53톤), X-45C(16.6톤)
- 록히드마틴 RQ-170 센티넬,  미국, 최대이륙중량 3.85톤
- 노스롭 그루먼 X-47B,  미국, 최대이륙중량 20톤
- 보잉 팬텀 레이,  미국, 최대이륙중량 16.5톤
- 다소 뉴론,  프랑스, 최대이륙중량 7톤
- 미코얀 스카트,  러시아, 최대이륙중량 10톤
- 가오리-X,  대한민국, 최대이륙중량 10톤
- BAE 시스템스 타라니스,  영국, 최대이륙중량 8톤

## 제원
일반 특성
- 길이: 10.4 m
- 날개폭: 14.8 m
- 무게: 10 톤

성능
- 비행지속시간: 3시간
- 최고속도: 마하 0.5
- 운용고도: 10 km

## 같이 보기
- 보잉 X-45
- 록히드마틴 RQ-170 센티넬
- 노스롭 그루먼 X-47B
- 다소 뉴론